# Patricia Ortega
Patricia Ortega (prononcé en espagnol : [patɾiˈsia oɾˈteɡa], née en 1977) est une réalisatrice vénézuélienne. Elle a reçu de nombreux éloges, notamment pour son film Yo, imposible (es) de 2018.

## Jeunesse
Ortega est passionnée de cinéma depuis qu'elle est jeune, et décide de devenir cinéaste. Elle étudie le journalisme à l'université.

## Carrière
Ortega fait ses études à la Escuela Internacional de Cine y Televisión de Cuba, se spécialisant dans la réalisation de films.
Après avoir créé quelques courts métrages, Ortega devient présidente de la société de production indépendante vénézuélienne Mandrágora Films en 2009. Au cours des dix années suivantes, elle réalise dix courts métrages de fictions et documentaires avec cette société. En 2013, elle réalise son premier long métrage, El regreso (Le retour), qui est largement diffusé lors de sa sortie dans les cinémas du Venezuela.
Son deuxième long métrage, Yo, imposible (es) est diffusé à l'échelle internationale. Ortega indique avoir tiré une grande force de ce film pendant des périodes de bouleversement personnel et politique. Elle découvre que Yo Imposible est programmé au prestigieux festival de films américain South by Southwest le jour même où Juan Guaidó est nommé président par intérim du Venezuela ; elle apprécie cette nouvelle concernant la programmation, cependant gâchée par la situation politique qui l'inquiéte.
Ortega remporte les prix de la meilleure réalisatrice et du meilleur scénario au Festival du film vénézuélien en juin 2019 pour Yo Imposible.
En 2019, elle commence le développement de son troisième long métrage, Mamacruz.

## Vie privée
Ortega grandit dans une famille catholique et déclare avoir toujours été le mouton noir de la famille ne suivant pas les rôles traditionnels. Elle est divorcée et vit à Porlamar sur l’île de Margarita dans les Caraïbes vénézuéliennes depuis janvier 2019.

## Filmographie
- 2004 : Pasajes
- 2006 : Al otro lado del mar
- 2013 : El regreso
- 2018 : Yo, imposible (es)

## Récompenses et nominations
| Année | événement                                                 | Prix                  | Travail            | Ref    |
| ----- | --------------------------------------------------------- | --------------------- | ------------------ | ------ |
| 2013  | Festival Entre Largos et Cortes de Oriente (ELCO)         | Meilleur premier film | Le retour          | [ 6 ]  |
| 2014  | Margarita Latin American and Caribbean Film Festival      | Lauréat               | Le retour          | [ 7 ]  |
| 2018  | Havana Film Festival                                      | Unete Award           | Being Impossible\| | [ 3 ]  |
| 2018  | Valladolid International Film Festival                    | lauréat               | Being Impossible\| | [ 8 ]  |
| 2019  | Femme Revolution Film Fest                                | Lauréat               | Being Impossible\| |        |
| 2019  | Amsterdam LGBTI Film Festival                             | Lauréat               | Being Impossible\| |        |
| 2019  | Reflections of Spanish and Latin American Cinema Festival | Lauréat               | Being Impossible\| |        |
| 2019  | South by Southwest                                        | Nommé                 | Being Impossible\| | [ 9 ]  |
| 2019  | Venezuelan Film Festival                                  | Lauréat               | Being Impossible\| | [ 5 ]  |
| 2019  | Venezuelan Film Festival                                  | Lauréat               | Being Impossible\| | [ 5 ]  |
| 2019  | Houston International LGBTQ Film Festival                 | Laurat                | Being Impossible\| | [ 10 ] |